# Bardsragujn chumb 2010
Il Bardsragujn chumb 2010 è stata la 19ª edizione della massima serie del campionato di calcio armeno disputato tra il 27 marzo e il 14 novembre 2010 e concluso con la vittoria del FC Pyunik al suo tredicesimo titolo, decimo consecutivo.
Capocannonieri del torneo furono Marcos Pizzelli e Gevorg Ghazaryan con 16 reti.

## Stagione

### Novità
L'Ararat venne retrocesso dopo l'ultimo posto della stagione precedente, rimpiazzato dall'Impuls, vincitore della seconda divisione.

### Formula
Come nella stagione precedente le squadre partecipanti furono otto e disputarono un doppio turno di andata e ritorno per un totale di 28 partite.
La squadra campione d'Armenia si qualificò alla UEFA Champions League 2011-2012 partendo dal secondo turno preliminare.
Le squadre classificate al secondo e terzo posto sono ammesse alla UEFA Europa League 2011-2012 partendo dal primo turno preliminare con il vincitore della Coppa Nazionale che partì dal secondo turno preliminare.
Nonostante il regolamento prevedesse la retrocessione diretta dell'ultima in classifica, la federazione di calcio armena decise di concedere allo Ŝirak di disputare anche il campionato successivo grazie all'eccellente lavoro svolto dagli sponsor della squadra con degli investimenti nelle infrastrutture del club che favoriscono lo sviluppo del calcio nel Paese. Pertanto nella stagione successiva le squadre passeranno da otto a nove.

## Squadre partecipanti
| Club        | Città   | Stadio | Posizione 2009     |
| ----------- | ------- | ------ | ------------------ |
| Širak       | Gyumri  |        | 6°                 |
| Banants     | Kotayk  |        | 4°                 |
| Kilikia     | Erevan  |        | 7°                 |
| Impuls      | Dilijan |        | Aradżin Chumb      |
| Mika Erevan | Erevan  |        | 2°                 |
| Ulisses     | Erevan  |        | 3°                 |
| P'yownik    | Erevan  |        | Campione d'Armenia |
| Ganjasar    | Kapan   |        | 5°                 |

## Classifica finale
|                    | Pos. | Squadra     | Pt | G  | V  | N | P  | GF | GS | DR  |
| ------------------ | ---- | ----------- | -- | -- | -- | - | -- | -- | -- | --- |
| Armenia (bandiera) | 1.   | P'yownik    | 65 | 28 | 20 | 5 | 3  | 73 | 22 | +51 |
|                    | 2.   | Banants     | 64 | 28 | 20 | 4 | 4  | 58 | 24 | +34 |
|                    | 3.   | Ulisses     | 55 | 28 | 17 | 4 | 7  | 44 | 23 | +21 |
|                    | 4.   | Mika Erevan | 46 | 28 | 14 | 4 | 10 | 47 | 31 | +16 |
|                    | 5.   | Impuls      | 37 | 28 | 10 | 7 | 11 | 29 | 43 | -14 |
|                    | 6.   | Ganjasar    | 27 | 28 | 8  | 3 | 17 | 24 | 45 | -21 |
|                    | 7.   | Kilikia     | 15 | 28 | 4  | 3 | 21 | 19 | 60 | -41 |
|                    | 8.   | Širak       | 10 | 28 | 2  | 4 | 22 | 22 | 68 | -46 |

Legenda:

      Campione di Armenia e ammessa alla Champions League
      Ammessa alla Coppa UEFA
      Retrocessa in Aradżin Chumb
Note:

Tre punti a vittoria, uno a pareggio, zero a sconfitta.

### Verdetti
- Campione di Armenia:  P'yownik
- UEFA Champions League 2011-2012:  P'yownik
- UEFA Europa League 2011-2012:  Banants,  Ulisses,  Mika Erevan
- Retrocessa: Širak

## Classifica marcatori
| Gol |  |  | Giocatore          | Squadra     |
| --- |  |  | ------------------ | ----------- |
| 16  |  |  | Geworg Ġazaryan    | P'yownik    |
| 16  |  |  | Marcos Pizzelli    | P'yownik    |
| 11  |  |  | Du Bala            | Banants     |
| 10  |  |  | Ednei              | Mika Erevan |
| 9   |  |  | Samvel Melk'onyan  | Banants     |
| 9   |  |  | Mkrtič Nalbandyan  | Širak       |
| 8   |  |  | Boti Goa           | Mika Erevan |
| 8   |  |  | Art'owr K'očaryan  | Ganjasar    |
| 7   |  |  | Deniran Ortega     | Banants     |
| 7   |  |  | Hovhannes Goharyan | P'yownik    |